# Monohelea gemina
Monohelea gemina är en tvåvingeart som beskrevs av Debenham 1972. Monohelea gemina ingår i släktet Monohelea och familjen svidknott. Inga underarter finns listade i Catalogue of Life.